# Polengo
Polengo è una frazione del comune cremonese di Casalbuttano posta a sud del centro abitato.

## Storia
La località era un piccolo borgo agricolo di antica origine del Contado di Cremona con 505 abitanti a metà Settecento.
In età napoleonica, dal 1810 al 1816, Polengo fu frazione di Paderno Cremonese, recuperando l'autonomia con la costituzione del Regno Lombardo-Veneto.
All'unità d'Italia nel 1861, il comune contava 849 abitanti.
Nel 1867 il comune di Polengo venne aggregato al comune di Casalbuttano ed Uniti.